# HMS L9
Pour les articles homonymes, voir L9.
Le HMS L9 est un sous-marin britannique de classe L construit pour la Royal Navy pendant la Première Guerre mondiale. Le L9 a survécu à la guerre et a été vendu à la ferraille en 1927.

## Conception
Le L9 et les navires de classe L qui l’ont suivi avaient été agrandis pour recevoir des tubes lance-torpilles de 21 pouces (533 mm) et davantage de carburant. Le sous-marin avait une longueur totale de 70,4 m, un maître-bau de 7,2 m et un tirant d'eau moyen de 4 m. Ces sous-marins avaient un déplacement de 905 tonnes en surface, et 1 091 tonnes en immersion. Ils avaient un équipage de 38 officiers et matelots.
Pour la navigation en surface, ces navires étaient propulsés par deux moteurs diesel Vickers à 12 cylindres de 1 200 ch (895 kW), chacun entraînant un arbre d'hélice. En immersion, chaque hélice était entraînée par un moteur électriques de 600 ch (447 kW). Ils pouvaient atteindre la vitesse de 17 nœuds (31 km/h) en surface et 10,5 nœuds (19,4 km/h) sous l’eau. En surface, la classe L avait un rayon d'action de 3 200 milles marins (5 900 km) à 10 nœuds (19 km/h).
Les navires étaient armés d’un total de six tubes lance-torpilles de 18 pouces (457 mm). Quatre d’entre eux étaient dans l’étrave et la paire restante était installée sur les flancs. Ils transportaient 10 torpilles de recharge, toutes pour les tubes d’étrave. Ils étaient aussi armés d’un canon de pont de 4 pouces (102 mm).

## Engagements
Le HMS L9 a été construit par William Denny and Brothers à leur chantier naval de Dumbarton. Sa quille fut posée en octobre 1916, il est lancé le 29 janvier 1918 et mis en service le 27 mai 1918. En 1919, avec le navire ravitailleur de sous-marins HMS Ambrose, il appareille pour Hong Kong dans le cadre de la 4e flottille sous-marine. Il a été coulé dans le port de Hong Kong lors d’un typhon le 18 août 1923. Il a été renfloué le 6 septembre 1923, puis remis en service. Il fut vendu à Hong Kong le 30 juin 1927.